# Homobremia emarginata
Homobremia emarginata är en tvåvingeart som först beskrevs av Jean-Jacques Kieffer 1904.  Homobremia emarginata ingår i släktet Homobremia och familjen gallmyggor.
Artens utbredningsområde är Frankrike. Inga underarter finns listade i Catalogue of Life.